# Р-381Т «Таран»
Р-381Т «Таран» автоматизований комплекс радіорозвідки (в діапазоні від 1,5 до 1000 МГц), основне використання в тактичній та оперативно-тактичній ланці.

## Варіанти використання
- У базовому варіанті комплекс складається з 7 машин:
  - 1 од. Р-381Т3 — АСОІ (автоматизована станція обробки інформації);
  - 4 од. Р-381Т2 — станція радіорозвідки УКХ діапазону радіозв'язку противника (30—100 мГц);
  - 2 од. Р-381Т1 — станція радіорозвідки КВ діапазону радіозв'язку противника (1,5—30 мГц), УКХ діапазону радіозв'язку авіації супротивника (100—400 мГц), радіорелейного зв'язку (300—1000 мГц).

Дальність ведення розвідки до 40 км, по авіації до 100 км. Час виявлення кожної радіостанції, що випромінює, — 0,3 сек.
- Можливий варіант комплексу з 5 машин:
  - 1 од. Р-381Т3;
  - 2 од. Р-381Т2;
  - 2 од. Р-381Т1.

- Є варіанти застосування окремих машин.

## Історія створення та організаційно-штатна структура підрозділів

### Історія створення
Створювався комплекс Харківським КБ «Протон» на базі бронетранспортерів МТ-ЛБу у 1980-ті роки для заміни застарілого Р-381 «Рама» в ротах радіо- та радіо-технічної розвідки орб (окремого розвідувального батальйону). 
Напрямки проектування комплексу і апаратури, що входить у нього, були прийняті в 1971 році. 
Мета роботи — забезпечення можливості широкої комплексної уніфікації засобів радіорозвідки тактичної ланки.
- Зокрема, передбачалася повна уніфікація автоматизованих радіо-розвідувальних станцій дивізійного комплексу із станціями аналогічного призначення армійського комплексу «Таран».
- Передбачалася широка уніфікація апаратури як у межах комплексу «Таран», так і з апаратурою комплексів «Тюльпан» (комплекс-аналог для КДБ СРСР, що розроблявся на особливий період) і «Альбатрос» (комплекс повітряного базування).

У 1972 році визначили і оптимізували структуру і склад майбутнього комплексу, алгоритми функціональних зв'язків, ступінь автоматизації радіо-розвідувальних процесів. Були спроектовані і виготовлені лабораторні макети окремих пристроїв по основних напрямках роботи: антенно-фідерних пристроїв, апаратури пошуку, аналізу і радіоперехоплення, радіопеленгуючих пристроїв, засобів управління, засобів передачі команд і радіо-розвідувальної інформації. 
ОКБ Барнаульського радіозаводу завершило в 1972 році перший етап НДР «Таран-Д» по вишукуванню інженерних рішень побудови демодулюючої апаратури автоматизованого комплексу. 
У цьому ж році Київський НДІ електромеханічних приладів приступив до виконання НДР «Таран-МЗ» по вишукуванню інженерних рішень побудови засобів оперативної і довготривалої реєстрації інформації на магнітній стрічці для автоматизованих станцій радіорозвідки.
Крім співвиконавців, обумовлених Рішенням ВПК, з 1970 року в роботі брали участь Харківський інститут радіоелектроніки (з питань НДР), об'єднання «Фонон» в частині проектування кварцових фільтрів для приймально-індикаторних пристроїв. 
Приватне технічне завдання на вишукування інженерних рішень щодо побудови автоматизованої системи відображення інформації було видано Харківському політехнічному інституту. 
Військово-наукові організації МО СРСР лише з 1972 року приступили до підготовки даних, необхідних для виконання розробки. Результати військово-технічного опрацювання очікувалися лише до закінчення НДР «Таран». Відсутність достовірних, обґрунтованих вихідних даних про завантаження робочих діапазонів частот комплексу, характеристики вихідних потоків інформації, ознаках радіосигналів, що цікавлять радіорозвідку, вимоги до вихідної інформації комплексу призводило до неоднозначності оцінки оптимальності та ефективності можливих технічних рішень по структурному побудові і ступеня автоматизації радиоразведывательного комплексу. Крім того намітилися затримки з погодженням застосування броньованого гусеничного шасі типу МТ-ЛБу, яке було необхідно як транспортна база комплексу. 
У 1972 році розроблявся проект ТТВ на проведення, у відповідності з Постановою ЦК КПРС і Ради Міністрів СРСР №76-36 від 4 лютого 1971 року ОКР «Таран-1», на підставі НДР «Таран» (термін закінчення ДКР, за постановою встановлювався — 1976 рік).
У ході НДР також були визначені технічні вимоги до таких пристроїв, як бортові ЕОМ, апаратура зв'язку і передачі даних, апаратура топографічної прив'язки, електроагрегати, кондиціонер. Ці технічні вимоги були повідомлені замовнику з проханням рекомендувати відповідні їм конкретні типи існуючих або розроблюваних пристроїв.
Відповідно до запропонованої функціональної схеми, комплекс повинен був складатися з десяти автоматизованих станцій чотирьох типів
- Двох автоматизованих станцій розвідки в діапазоні 1,5—32 МГц (АСР-1);
- Чотирьох автоматизованих станцій розвідки в діапазоні 30—100 МГЦ (АСР-2);
- Двох автоматизованих станцій розвідки в діапазоні 100—400 (600) МГц (АСР-3);
- Двох автоматизованих станцій обробки інформації і управління комплексом (АФО).

Кожна станція повинна була розміщуватися на бронетранспортері МТ-Лбу, бути повністю автономною, забезпечуватися засобами енерго- і життєзабезпечення, бути працездатною на стоянці і в русі. Час перекладу станцій із похідного положення в бойове не повинно було перевищувати 10 хвилин; антенні системи розгортатися автоматично.
Захист НДР «Таран» було проведено в липні 1973 року.

### Організаційно — штатна структура роти
- Управління;
- ГОІ (група обробки інформації), Р-381Т3, начальник ГОІ, офіцер ОІ, 3 перекладача, радіомеханік, механік-водій
- 1 взвод р/розвідки, Р-381Т2 — 2 од.,
- 2 взводи р/розвідки, по Р-381Т1 — 1 од., Р-381Т2 — 1 од.;

- взвод РТР, МАСРР (1РЛ243) «Рубікон» чи випущений раніше РПС-6 (1РЛ234) «Вектор» — 3 од.

## Розгортання на місцевості
Рота Р і РТР розгорталася для роботи по фронту до 18—20 км, при необхідності база пеленгування могла бути збільшена (обмеження за рахунок дальності зв'язку радіорелейної станції Р-415 (яка була в кожній машині, за винятком Р-381Т), але не більше ніж на 40 км).
У центрі розміщувалася позиція ГОІ і 1 взводу радіорозвідки, праворуч / ліворуч 2 та 3 взводи, станції РТР придавались кожній позиції. У кожній машині комплексу розгорталося по 3—4 поста. Інформація в ГОІ (Р-381Т3) надходила з 1-го взводу, який співпрацював із 2 та 3 взводами. 

## Внутрішнє обладнання апаратних комплексу
- Вхід в апаратну — ззаду, відкривається тільки одна стулка — ліва, друга стулка заварена «намертво», за нею закріплений агрегат електроживлення.
- Всередині два поста: перший розташований відразу при вході — за електростанцією, другий — глибше всередину[2],
- Майже весь внутрішній об'єм заповнений Р-399А, Р-399Т[3], Р-381Т1-3;4... та іншим приладдям. На кожному БП[4] спеціалізована ЕОМ на елементарній логіці; кожен прилад конструктивно встановлений на амортизатори і закріплений у зварних каркасах.

- На даху машини, за невеликими бильцями, розташовується автоматизована антена УКХ діапазону[5]. КХ антена — неавтоматизована — в маршовому стані її щогли закріплені на правому борту машини

- Для резерву зв'язку в комплект Р-381Т входить 2 рст Р-111 (в ранніх варіантах) або Р-171М (більш пізній випуск).

- У передньому відсіку кожної машини розміщувалася рст Р-123/Р-173 з апаратурою ЗАЗ[6].

## Опис пошуково-пеленгаторного пристрою
Р-381Т2-1 (далі іменовано як УПП) призначене для:
- 1. автоматичного виявлення і налаштування на середні частоти радіовипромінювань у діапазоні робочих частот від 30 до 99,999 МГц;
- 2. автоматичного пеленгування виявлених радіовипромінювань;
- 3. слухового приймання телефонних і телеграфних радіопередач із частотною модуляцією і видачі прийнятої інформації для реєстрації на зовнішньому магнітофоні;
- 4. виділення і демодуляції будь-якого каналу чотириканальної радіопередачі з частотною модуляцією;
- 5. автоматичної і напівавтоматичної подачі команд на синхронне пеленгування;
- 6. відображення поточної радіообстановки в координатах частота-пеленг;
- 7. автоматичного виконання зовнішніх команд на пеленгування.

При сполученні з зовнішньою ЕОМ або спеціалізованим ЕЛУ, УПП призначено також для: 
- 8. відображення результатів автоматичної обробки первинної розвідувальної інформації;
- 9. управління ЕОМ і ЕЛУ.

УПП Р-381Т2-1 призначений для роботи на стоянці у складі автоматизованих станцій радіорозвідки і радіопротидії, що встановлюються на рухомих об'єктах, у тому числі в автомобілях і бронетранспортерах . 
УПП Р-381Т2-1 призначений для експлуатації в таких умовах
- живлення від мережі постійного струму з напругою 27 +/- 2,7 В;
- температура навколишнього середовища 263—323К (від –10 до +50 °С);
- відносна вологість навколишнього середовища не більше 98 % при температурі не більше 308 К.

### Склад УПП
Р-381Т2-1 складається з таких складових частин
- Т201 — блок радіочастотний;
- Т202 — блок першого гетеродина;
- Т203 — блок синтетизатора;
- Т204 — блок управління приймачем (РПУ);
- Т205 — блок селекції опорний;
- Т206 — блок селекції пеленгаторний;
- Т207 — блок селекції фазовий;
- Т208 — блок селекції широкосмуговий;
- Т209 — блок автоматичного лічильника середнього пеленга;
- Т211 — блок індикації;
- Т212 — блок широкосмуговий вхідний;
- Т213 — блок управління;
- Т214 — блок селекції аналізаційний;
- Т218 — блок оператора;
- Т231 — блок демодуляції;
- Т013 — блок спряження;
- Т022 — блок живлення;

### Технічні характеристики СВС Р-381Т2-1

#### Режими роботи
Передбачені такі режими роботи УПП із місцевою та дистанційної комутацією: 
1. Панорамний режим. У цьому режимі здійснюється автоматичне переналаштування УПП в межах встановленої смуги огляду, виявлення наявності випромінювань у цій смузі, визначення середніх частот їх радіоспектрів, пошукове пеленгування і відображення на електронно-променевому індикаторі частот і пеленгів всіх виявлених радіовипромінювань частотно-пеленгової панорами. Є можливість зупинки панорамного переналаштування на частоті будь-якого сигналу, що діагностується; здійснення при цьому адаптивного пеленгування з цифровою індикацією частоти і пеленга, демодуляції і виведення інформації на зовнішній магнітофон, напівавтоматичного формування команд на синхронне пеленгування.
2. Ручний режим. У цьому режимі частотне переналаштування СВС здійснюється вручну або напівавтоматично, виконуються всі операції, вироблені під час зупинки переналаштування при роботі в панорамному режимі.
3. Автоматичний режим. робота СВС аналогічна роботі в панорамному режимі. Додатково здійснюється адаптивне пеленгування всіх діагностуємих сигналів і автоматичне формування команд на їх синхронне пеленгування.
4. Виконавчий режим. У цьому режимі УПП автоматично налаштовується на частоту, яка задається кодом, що поступає ззовні, виконує адаптивне пеленгування, формує і видає назовні код вимірювання пеленга.
5. Контрольний режим. Антенні входи УПП підключаються до вбудованого генератора радіосигналів, робота вироби аналогічна роботі в автоматичному режимі; контроль функціонування СВС здійснюється з допомогою вмонтованої ЕОМ. Наявність і характер несправності відображається на пульті (блоці) Т218. Забезпечується можливість заборони індикації на УПП і автоматичної видачі команд на синхронне пеленгування для сигналів, джерела яких знаходяться в забороненому азимутному секторі, а також за сигналами заборони, що приходять від поєднаної ЕОМ.

- Величина забороненого азимутального сектора від 10 до 360°,
- Дискретність встановлення меж сектора 10°.

Є можливість відображення цифрової інформації, що приходить від поєднаної ЕОМ, на електронно-променевому і цифровому індикаторі, а також можливість автоматичного виведення на зовнішні пристрої цифрової інформації про частоті налаштування УПП, про вимірюваний пеленг та інформацію, що набирається оператором за допомогою клавіатури вручну. 

#### Основні показники
- При пеленгуванні автоматично враховується КУ (курсовий кут) об'єкта, у якому встановлено УПП. КУ встановлюється в межах від 0 до 360°, з дискретністю 0,1° у діапазоні робочих частот УПП від 30 до 99,999 МГц.
- Дискретність частотного переналаштування дорівнює 1 кГц.
- Смуга огляду може встановлюватися в межах від 1 до 70 МГц із дискретністю 1 МГц. На електронно-променевих індикаторах відображається смуга огляду від 1 до 10 МГц.
- Швидкість автоматичного частотного переналаштування УПП становить 100 і 10 МГц/с при проходженні вільних від сигналів і зайнятих ділянок смуги огляду відповідно.
- Швидкість напівавтоматичного частотного переналаштування УПП становить 100; 10; 1 і 0,1 МГц/с.
- Швидкість ручного частотного переналаштування СВС дорівнює 18 і 180 кГц/оберт.
- Похибка автоматичного переналаштування на середню частоту сигналу не більше +/- 3 кГц при плавного переналаштування і не більше +/- 1 кГц при дискретному налаштуванні.
- Тривалість установки УПП за кодом частоти, що подається ззовні у виконавчому режимі, становить 5—15 мс.
- Чутливість УПП не гірше 3 мкВ.
- Послаблення комбінаційних перешкод не менше: 60 дБ від одиночного потужного сигналу; 49 дБ від двох потужних сигналів.
- Кількість внутрішніх вражених частот УПП не перевищує 30.
- Ширина смуги пропускання панорамного тракту на рівні –3 дБ становить (12 +/- 1) кГц у тракті уповільнення і (4 +/- 0,4) кГц у тракті аналізу.
- Ширина смуги пропускання пеленгаційних каналів на рівні –3 дБ, при пеленгуванні сигналів із вузьким спектром становить (10 +/- 1) кГц, при роботі з сигналами з широким спектром становить (65 +/- 5) кГц.
- Пеленгування є одноманітним у всьому робочому діапазоні УПП.
- При пошуковому пеленгуванні здійснюється автоматичне усереднення пеленга по 30 одиничним відлікам при тривалості пеленгування немодульованого сигналу 10 мс.
- При адаптивному пеленгуванні автоматичне усереднення проводиться за 480, 120, 30 одиничним відлікам для сигналів, що перевищують чутливість менш ніж у 10 разів (30 мкВ), від 10 до 30 разів, понад 30 раз (90 мкВ) відповідно, при тривалості пеленгування немодульованого сигналу від 10 до 40 мс.
- Тривалість пеленгування модульованих сигналів перевищує вказані значення в два-три рази.
- Цифровий відлік і індикація пеленга виробляються з дискретністю 0,1°.
- УПП розрахований на підключення двох пеленгаторних антен і однієї ненаправленої приймально-пеленгаторної чи однієї штирьової антени.

СВС має такі виходи: 
А) три ненаправлені і один комутований радіочастотні виходи;
Б) вихід ПЧ 500 кГц;
В) вихід НЧ на зовнішній магнітофон або на гучномовець із підсилювачем;
Г) виходи і входи сигналів управління і інформаційного обміну з сполученої апаратурою.
Електроживлення СВС здійснюється від мережі постійного струму з напругою (27 +/- 2,7) В. Споживана потужність не перевищує 450 Вт. 
Маса УПП становить 192 кг Габаритні розміри УПП складають 1277 x 614 x 953 мм.

## Бойове застосування

### Російсько-українська війна
За даними спільноти InformNapalm апаратні комплекса Р-381Т «Таран» були помічені в окупованому Донецьку.